# Clydesdale (dal)
Clydesdale är en dal i Storbritannien.   Den ligger i riksdelen Skottland, i den centrala delen av landet, 500 km nordväst om huvudstaden London.